# ليزر الأسنان

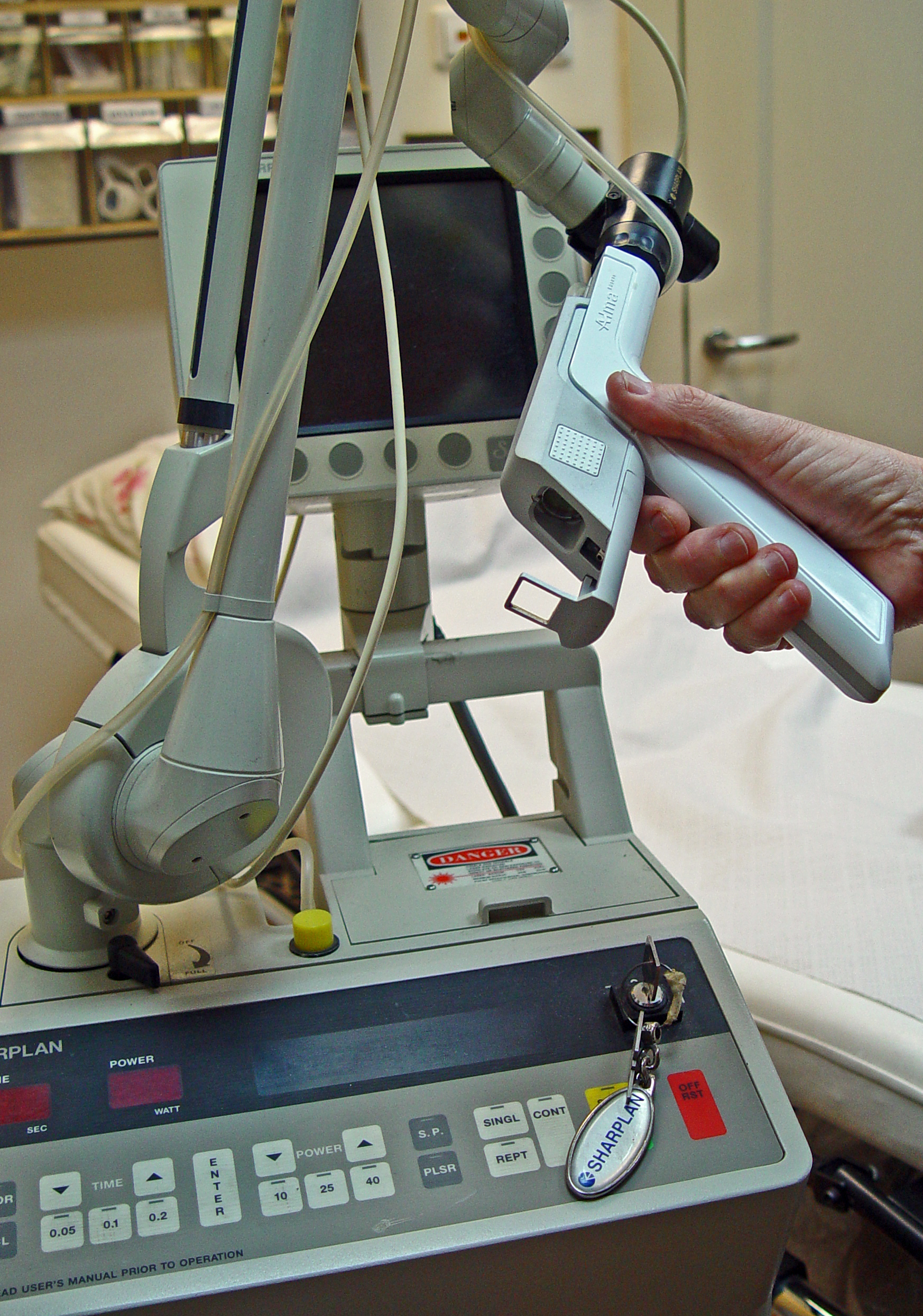
جهاز الليزر

ليزر الأسنان (بالإنجليزية: Dental laser) هو نوع من أنواع الليزر المصمم خصيصًا لـجراحة الفم أو طب الأسنان.
أول موافقة لاستخدام الليزر على اللثة كانت من قبل إدارة الغذاء والدواء بالولايات المتحدة في أوائل التسعينيات، كما حصل على الموافقة للاستخدام على الأنسجة الصلبة مثل الأسنان أو عظم الفك السفلي في عام 1996. ويُستخدم حاليًا العديد من أنواع ليزر الأسنان بأطوال موجية مختلفة مما يجعله أكثر ملاءمة لمختلف التطبيقات في مجال طب الأسنان.

## ليزر الأنسجة الرخوة
- ليزر الصمام الثنائي
- ليزر ثاني أكسيد الكربون[2]
- ليزر Nd:YAG

## ليزر الأنسجة الرخوة والصلبة
- ليزر Er-YAG.
- ليزر ثاني أكسيد الكربون
- ليزر Er،Cr:YSGG

## فوائد الليزر
لاستخدام الليزر في طب الأسنان فوائد عديدة منها على سبيل المثال لا الحصر أنه يقلل من مضاعفات ما بعد العملية الجراحية ويقلل من الحاجة إلى المواد المخدرة. ونظرًا لتنضيد الأنسجة، ينتج عن استخدامه قليل من النزيف بعد إجراءات الأنسجة الرخوة.

## تاريخه
كان كومار باتيل أول من صنع ليزر ثاني أكسيد الكربون (CO2) في عام 1964، وفي نفس العام أعلنت مختبرات بيل عن اختراع ليزر Nd:YAG.